# Белавинский сельсовет (Солнечногорский район)
Белавинский сельсовет — упразднённая административно-территориальная единица, существовавшая на территории Московской губернии и Московской области до 1974 года.
Белавинский сельсовет был образован в первые годы советской власти. По данным 1919 года он входил в состав Пятницкой волости Звенигородского уезда Московской губернии.
14 января 1921 года Пятницкая волость была передана в Воскресенский уезд.
В 1926 году Белавинский с/с включал село Михайловка, деревни Белавино, Задорино, Клочково и Тебеньки.
В 1929 году Белавинский с/с был отнесён к Солнечногорскому району Московского округа Московской области.
7 декабря 1957 года Солнечногорский район был упразднён и Белавинский с/с вошёл в Химкинский район.
28 июля 1960 года Химкинский район был упразднён, а Белавинский с/с передан в воссозданный Солнечногорский район.
26 декабря 1962 года Солнечногорский район был переименован в Солнечногорский сельский, в состав которого вошёл Белавинский с/с. 
21 ноября 1964 года Солнечногорский сельский район был переименован в Солнечногорский, в состав которого вошёл Белавинский с/с.
14 февраля 1974 года Белавинский с/с был упразднён. При этом селения Алексеевское, Васюково, Малые Снопы, Михайловка и Ростовцево были переданы в Обуховский с/с, а Белавино, Дудкино, Задорино, Клинково и Новинки — в Пешковский с/с.